# 彼得·H·威尔逊
彼得·H·威尔逊（英語：Peter Hamish Wilson，1963年—）是一位英国历史学家，牛津大学万灵学院教授，专攻欧洲军事史，主要作品有《三十年战争史：欧洲的悲剧》（Europe’s Tragedy A New History of the Thirty Years War）等。